# San Emiliano
San Emiliano è un comune spagnolo di 682 abitanti situato nella comunità autonoma di Castiglia e León.